# Silverbullit
Silverbullit är ett svenskt rockband baserat i Göteborg. När bandet bildades 1995 kallade de sig för "Silverbullet" vilket de blev tvungna att ändra på grund av en konflikt över namnrättigheterna. Bandet spelar intensiv monoton syntinfluerad rock med ångestfyllda texter. Deras inspirationskällor är bl.a. D.A.F., Depeche Mode, New Order och The Stooges, såväl som TV-spelsmusik. De har fått mycket hyllningar från kritiker, till exempel utsågs "Arclight" till bästa svenska album 2004 i en omröstning av musikrecenscenter  och "Citizen Bird" rankades av Sonic Magazine i juni 2013 som det 30:e bästa svenska albumet någonsin., men har trots detta inte gjort något större publikmässigt genombrott. 

## Medlemmar

### Nuvarande medlemmar
- Simon Ohlsson – sång, keyboard
- Jon Ölmeskog – keyboard
- Andreas Nilsson – gitarr
- Jukka Rintamäki – basgitarr, keyboards, sång
- Anders Gustafsson – trummor

### Tidigare medlemmar
- Zenaid Jugo – trummor

## Diskografi

### Studioalbum
- 1997 – Silverbullit
- 2001 – Citizen Bird
- 2004 – Arclight

### Singlar
- 1998 – "King of the Line" / "I Had to Tell You"
- 2001 – "Star" / "Joy" / "Running Free"
- 2001 – "Magnetic City" / "Dance With Me"
- 2004 – "Run"
- 2005 – "Only Gold"
- 2012 – "Dwelling Place" / "Interstellar Dweller" (delad 12" vinyl: Silverbullit / Freddie Wadling)